# Das Konzert (1944)
Das Konzert ist ein reichsdeutscher Spielfilm aus dem Jahre 1944 von Paul Verhoeven. Die Hauptrollen spielen Harry Liedtke, dessen letzter Film dies war, und Käthe Haack. Der Geschichte liegt das gleichnamige Bühnenstück Das Konzert (1909) von Hermann Bahr zugrunde.

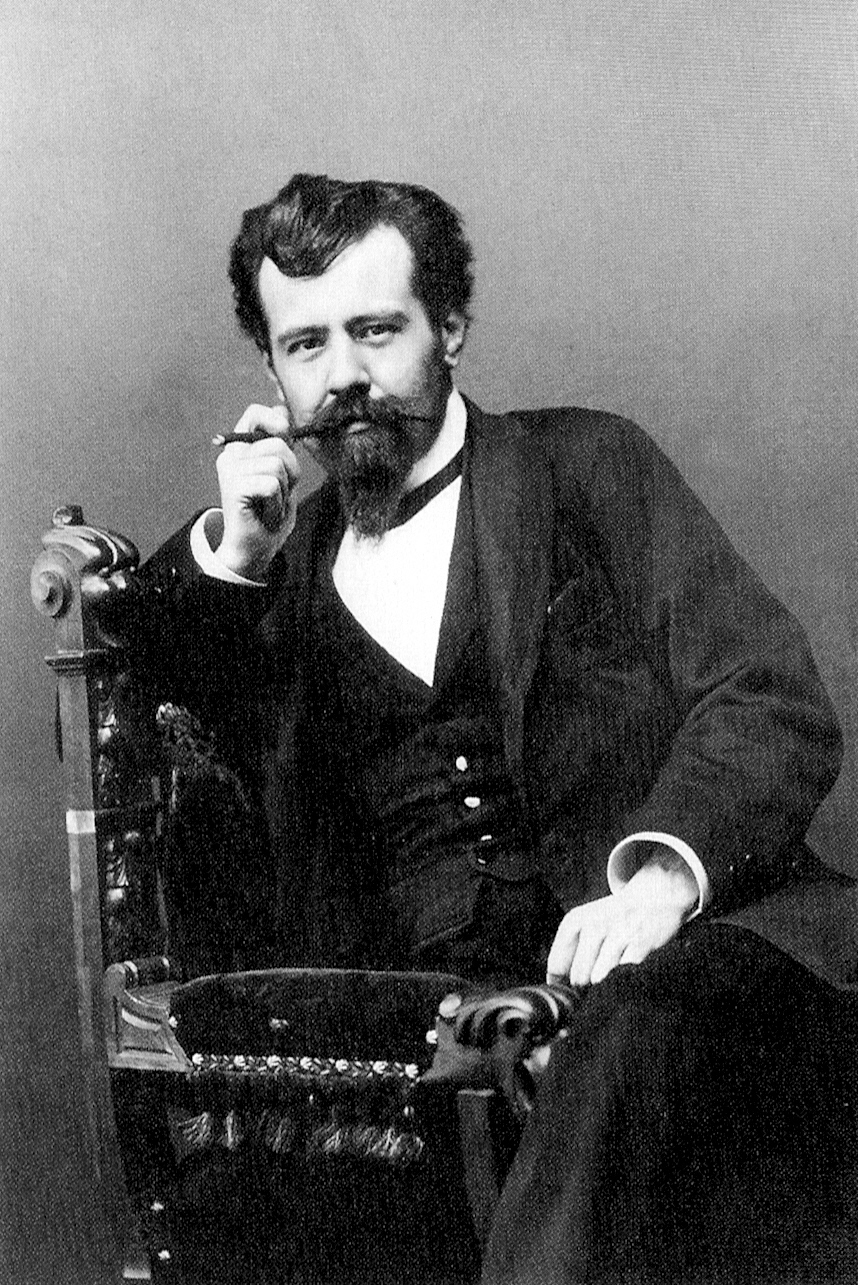
Autor der literarischen Vorlage: Hermann Bahr (1891)

## Handlung
Professor Gustav Heink ist ein berühmter Pianist, zwar ein wenig in die Jahre gekommen, aber immer noch sehr gutaussehend und umschwärmt. Seit Jahrzehnten ist er mit der deutlich älter wirkenden Marie verheiratet, die all seine Kapriolen still und duldsam erträgt. Denn Heink ist ein notorischer Fremdgänger, er kann einfach seine Hände nicht von anderen – und vor allem jüngeren – Frauen lassen. Zwischen ihm und seiner Gattin hat sich für diesen Umstand eine Chiffre entwickelt. Wenn der Meister, wie ihn seine Schülerinnen ehrfurchtsvoll nennen, mal wieder ein „privates Konzert“ gibt, heißt dies nichts anderes, als dass Prof. Heink eine weitere Affäre, ein außereheliches Schäferstündchen, hat. Marie Heink hat sich mit diesem offensichtlichen Fait accompli abgefunden und leidet heftig aber still. Der alternde Klaviervirtuose geht daher davon aus, dass seine duldsame Gattin keine Einwände hat.
Heinks neueste Eroberung heißt Delfine Jura und ist mit dem Wissenschaftler Dr. Franz Jura verehelicht. Eine verheiratete Frau – das ist neu in Heinks Eroberungsœuvre, denn seine Mädchen sind überwiegend ungebunden. Doch dies kommt dem Starpianisten durchaus zupass, denn damit geht er keine nachfolgenden Verpflichtungen ein, glaubt er. Delfine fühlt sich von ihrem noch recht jungen Gatten vernachlässigt und ist daher recht liebeshungrig. Während ihr Franz sich bis in die Nacht seinen Forschungen widmet, unternimmt Gustav mit der Jahrzehnte jüngeren Delfine mal wieder eine „Konzertreise“ in sein Liebesnest, eine abgelegene einsame Berghütte. Heinks Musikschülerin Eva Gerndl, die selbst ein Auge auf den Meister geworfen hat und seine Art der „Privatkonzerte“ kennt, ist eifersüchtig und schickt daraufhin Franz Jura ein Telegramm. Diese Idee reut sie jedoch bald, befürchtet sie doch, dass der heißspornige Franz Maestro Heink in einem Eifersuchtsanfall umbringen könnte. Dr. Jura besucht indes Prof. Heinks Gattin, und beide klagen sich gegenseitig ihr Leid mit dem jeweiligen, untreuen Ehepartner. Beide entscheiden, ebenfalls auf die Berghütte zu reisen und für Klarheit zu sorgen, notfalls auch mit dem Ergebnis einer einvernehmlichen Trennung.
Franz und Marie haben einen geschickten Plan ersonnen: Sollten ihre beiden Ehepartner nicht zur Vernunft kommen, dann würde man sich von diesen scheiden lassen, und Marie und Franz würden nun ihrerseits das Eheglück miteinander suchen. Gesagt, getan. Auf der Berghütte unterbreiten Marie und Franz ihren Plan und spielen ihre Zuneigung derart perfekt vor, dass Gustav und Delfine ins Grübeln kommen. Dennoch bleiben der Professor und seine Schülerin standhaft und behaupten, sich zu lieben. Am darauf folgenden Morgen unternehmen Heink und Jura einen Ausflug, der die beiden einander näherbringt. Delfine ist die Erste, die zum Umdenken gebracht wird, und sie kehrt zu ihrem Franz zurück und bittet diesen reumütig, es noch einmal mit ihr zu versuchen. Heimlich verlassen die beiden jungen Eheleute die Hütte und lassen Heink und seine Gattin allein zurück. Der Professor glaubt sich seiner Frau sicher zu wissen, doch die hat endgültig genug und ist nicht mehr bereit, Gustavs „Konzerte“ weiterhin zu tolerieren. Zwar versteht Marie, dass sich ihr Gatte stetigen Flirtversuchen junger Schülerinnen zu erwehren hat, doch auch Gustav hat die späte Einsicht gepackt, dass er seiner Frau seit vielen Jahren einiges zumutet. Er verspricht, sich zu ändern, und beide wollen ihrer Ehe noch einmal eine Chance geben.

## Produktionsnotizen
Die Dreharbeiten begannen am 10. Oktober 1943 (Außenaufnahmen in Mittenwald, Lautersee und Umgebung), die Studioaufnahmen wurden zwischen Mitte November 1943 und Anfang März 1944 gedreht. Die Uraufführung erfolgte am 27. Oktober 1944 in Berlins Europahaus.
Otto Erdmann entwarf die von Franz F. Fürst umgesetzten Filmbauten, Erika Reinhardt die Kostüme. Komponist Theo Mackeben übernahm auch die musikalische Leitung, Hans Grimm sorgte für den Ton. Filmeditor Hans Heinrich diente Verhoeven auch als Regieassistent.
Die Herstellungskosten betrugen etwa 1.699.000 RM, damit war Das Konzert ein überdurchschnittlich teurer Film. In nur wenigen Monaten, bis Januar 1945, wurden immerhin 669.000 RM eingespielt.

## Kritik
Der Filmdienst urteilte: „Adäquate Verfilmung einer eleganten und pointierten Bühnenkomödie.“